# Margit Frenk
Margit Frenk, née Margit Frenk Freund, connue également sous le nom de Margit Frenk Alatorre (née le 21 août 1925 à Hambourg), est une hispaniste, folkloriste et traductrice germano-mexicaine. Elle est membre de l'Académie mexicaine de la langue.